# L.A.M.F.
L.A.M.F. är det första och enda samtida utgivna studioalbumet av  Johnny Thunders och The Heartbreakers. 
Thunders skrev och sjöng det mesta materialet, men även Walter Lure och Jerry Nolan bidrog med låtar. Förkortningen i titeln är gatuslang från New York och står för "Like A Mother Fucker". Att det skulle stå för "Lame ass motherfucker" har också påståtts. Originalutgåvan led av undermåligt ljud, trots flera ommixningar, vilket nu tros ha berott på vinyl av dålig kvalitet. Thunders mixade själv om albumet 1984 (L.A.M.F. Revisited), men den definitiva utgåvan anses vara den från 2002 (L.A.M.F.: The Lost '77 Mixes).

## Låtar

### Originalutgåva
Alla låtar skrivna av Johnny Thunders om inte annat anges.
1. "Born To Loose"
2. "Baby Talk"
3. "All By Myself" (Walter Lure/Jerry Nolan)
4. "I Wanna Be Loved"
5. "It's Not Enough"
6. "Chinese Rocks" (Dee Dee Ramone/Richard Hell)
7. "Get Off The Phone" (Walter Lure/Jerry Nolan)
8. "Pirate Love"
9. "One Track Mind" (Walter Lure/Jerry Nolan)
10. "I Love You"
11. "Goin' Steady"
12. "Let Go" (Johnny Thunders/Jerry Nolan)

### L.A.M.F. Revisited
1. "One Track Mind" (Walter Lure/Jerry Nolan)
2. "I Wanna Be Loved"
3. "Pirate Love"
4. "Let Go" (Johnny Thunders/Jerry Nolan)
5. "Do You Love Me?" (Berry Gordy, Jr.)
6. "Can't Keep My Eyes On You" (Walter Lure/Jerry Nolan)
7. "Get Off The Phone" (Walter Lure/Jerry Nolan)
8. "All By Myself" (Walter Lure/Jerry Nolan)
9. "Chinese Rocks" (Dee Dee Ramone/Richard Hell)
10. "Baby Talk"
11. "Goin' Steady"
12. "It's Not Enough"
13. "I Love You"
14. "Born Too Lose"

### L.A.M.F.: The Lost '77 Mixes

#### CD 1
1. "Born Too Lose"
2. "Baby Talk"
3. "All By Myself" (Walter Lure/Jerry Nolan)
4. "I Wanna Be Loved"
5. "It's Not Enough"
6. "Chinese Rocks" (Dee Dee Ramone/Richard Hell)
7. "Get Off The Phone" (Walter Lure/Jerry Nolan)
8. "Pirate Love"
9. "One Track Mind" (Walter Lure/Jerry Nolan)
10. "I Love You"
11. "Goin' Steady"
12. "Let Go" (Johnny Thunders/Jerry Nolan)
13. "Can't Keep My Eyes On You" (Walter Lure/Jerry Nolan)
14. "Do You Love Me?" (Berry Gordy, Jr.)

#### CD 2
Demos, överblivna inspelningar och alternativa mixar.
1. Born To Lose (demo)
2. Chinese Rocks (demo)
3. Let Go (demo)
4. Goin' Steady
5. Baby Talk
6. Pirate Love
7. Born To Lose
8. Chinese Rocks
9. Do You Love Me?
10. Can't Keep My Eyes On You (live)
11. Get Off The Phone (alternativ mix)
12. All By Myself (alternativ mix)
13. It's Not Enough (alternativ mix)
14. One Track Mind (alternativ mix)
15. Too Much Junkie Business (Walter Lure/Johnny Thunders) (demo)
16. London Boys (Johnny Thunders/Walter Lure/Billy Rath) (demo)

## Medverkande
- Johnny Thunders - sång, gitarr
- Walter Lure - sång, gitarr
- Billy Rath - bas
- Jerry Nolan - trummor, sång